# Stara Błotnica (village)
Pour les articles homonymes, voir Stara Błotnica.
Stara Błotnica (prononciation : [ˈstara bwɔtˈnit͡sa]) est un village polonais de la gmina de Stara Błotnica dans le powiat de Białobrzegi de la voïvodie de Mazovie dans le centre-est de la Pologne.
Le village est le siège administratif de la gmina appelée gmina de Stara Błotnica.
Il se situe à environ 12 kilomètres au sud de Białobrzegi (siège du powiat) et à 74 kilomètres au sud de Varsovie (capitale de la Pologne).

## Histoire
De 1975 à 1998, le village appartenait administrativement à la voïvodie de Radom.